# 갈까마귀

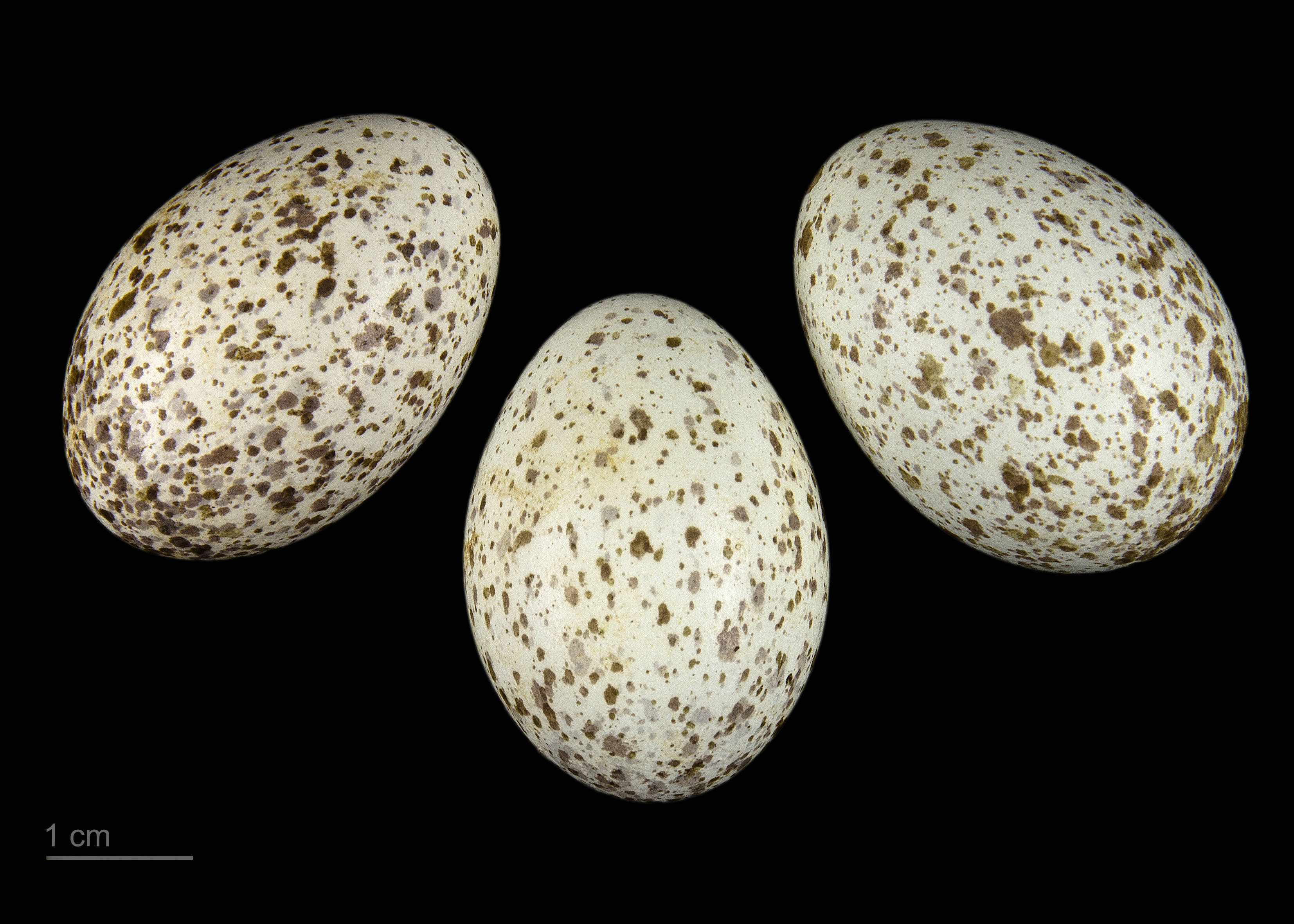
Coloeus dauuricus

갈까마귀(영어: Daurian jackdaw, 학명: Corvus dauuricus 코르부스 다우우리쿠스[*])는 까마귀과에 속하는 새이다. 목, 가슴, 배가 희고 나머지는 검다. 날개 길이 22~24cm, 까마귀보다 약간 작다. 곤충이 주식이다. 한국에서는 겨울철새로 중국, 만주, 등지에서 번식하며 대한민국에는 늦가을에 날아와서 봄까지 머무르는데 많은 수로 떼지어 다니며 곡식에 해를 끼친다. 주로 떼까마귀와 함께 발견되며, 수백 마리의 떼까마귀떼 사이에 몇 마리의 갈까마귀가 섞여있어 발견되는 일이 흔하다.
어릴 때는 까치와 색상 패턴이 비슷해 비교적 다른 종의 까마귀들과 구분하기 쉽다. 대중매체나 일반 사람들 사이에서는 우리나라에 서식하지 않는 레이븐과 많이 헷갈리는 경향을 보이며 서양 매체의 'raven'이 '갈까마귀'로 오역되는 경우도 잦다. 사실 raven 은 까마귀과에서 가장 덩치가 큰 종이고, 갈까마귀는 가장 작은 종이라 완전히 황당무계한 오역이다.
몸길이는 약 33cm이고 몸 전체가 짙은 검은색이며, 머리 뒷부분과 뺨, 목은 회색빛을 띤다. 서식지는 공원·숲·농장·인가 등으로 일 년 내내 무리를 지어 생활하는 사회성 조류이다. 지위가 높은 개체는 낮은 개체보다 먼저 먹이나 물을 먹는다. 둥지는 나무 구멍·절벽·건물 등에 만들며 수컷과 암컷은 평생 짝을 짓고 산다. 매우 영리하며 장난기가 있어 여러 소리를 흉내내도록 가르칠 수 있다. 우리나라의 겨울새로 주로 남쪽지방에서 월동해 왔으나 사냥으로 지금은 보기가 힘들다. 유럽과 북아프리카에서 흔히 볼 수 있다.